# Europäische Wasserscheide (Wanderweg)
Der Europäische Wasserscheideweg ist ein Fernwanderweg entlang der Europäischen Wasserscheide auf den Höhen des Naturparks Frankenhöhe. Er ist 97 km lang und führt in 5 Etappen von Ansbach nach Schnelldorf.

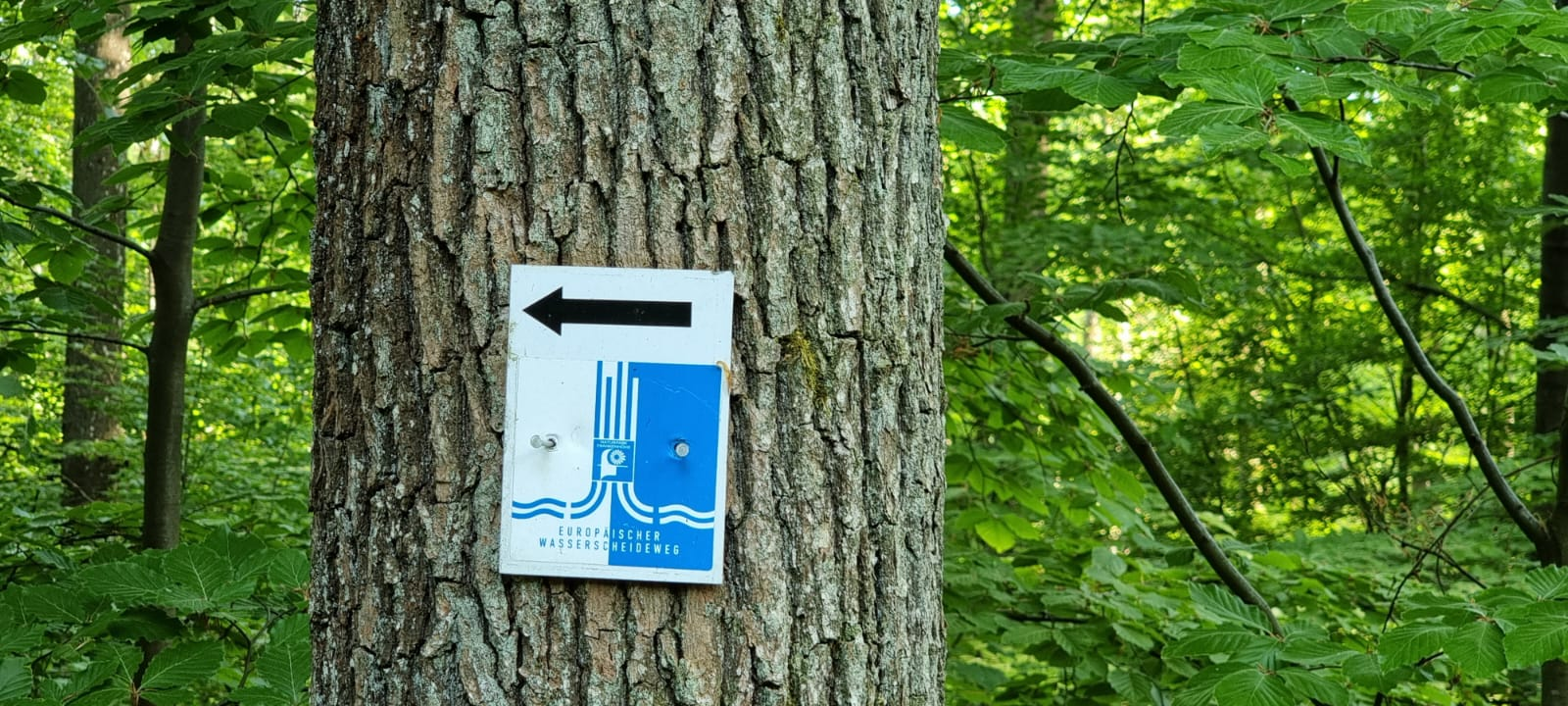
Wegmarkierung zwischen Linden und Wachsenberg nahe Rothenburg/Tauber

Markiert wird der Verlauf auf der gesamten Strecke durch weiß-blaue Schilder mit dem Text „Europäische Wasserscheide“. Zubringer-Wege sind mit gelb-schwarzen Schildern markiert.
Die Europäische Wasserscheide durchquert Europa von Spanien bis nach Russland. Nördlich des Wanderwegs fließt das Wasser Richtung Rhein und Nordsee, südlich in die Donau und das Schwarze Meer. Der Weg verläuft entlang von Altmühl und Wörnitz auf der Südseite (Donau) sowie von Rezat, Aisch, Tauber und Jagst auf der Nordseite (Rhein).

## Etappen
- Ansbach – Colmberg
- Colmberg – Wildbad bei Burgbernheim
- Wildbad – Neusitz bei Rothenburg ob der Tauber
- Neusitz – Schillingsfürst
- Schillingsfürst – Schnelldorf

## Geschichte
Der Fernwanderweg wurde am 21. Juni 2008 eröffnet.
Bereits am 5. September 2008 gab es die offizielle Anerkennung als „Qualitätswanderweg Wanderbares Deutschland“.